# Chilobrachys femoralis
Chilobrachys femoralis är en spindelart som beskrevs av Pocock 1900. Chilobrachys femoralis ingår i släktet Chilobrachys och familjen fågelspindlar. Inga underarter finns listade i Catalogue of Life.